# Colette
Colette (født Sidonie-Gabrielle Colette 28. januar 1873 i Bourgogne i Frankrig, død 3. august 1954) var en fransk forfatter.

## Biografi
Colette blev gift i 1893 med Henri-Gauthier Villars, der var 15 år ældre. Hendes første bog udkom under hans pseudonym "Willy".
Colette forlod sin utro mand i 1906 og levede en kort tid sammen med den amerikanske forfatter Natalie Barney, som hun havde en kærlighedsaffære med. Hun fandt arbejde i teaterverdenen og blev både skuespiller og forfatter. Colette skjulte ikke sit lesbiske eventyr, men blev også knyttet til mænd som den italienske digter Gabriele d'Annunzio.
I 1912 giftede hun sig med avisredaktøren Henri de Jouvenel, med hvem hun fik datteren Colette de Jouvenel, hendes eneste barn. Parret blev skilt i 1924, efter at Colette havde haft en kærlighedsaffære med sin stedsøn.
I 1920 udkom hendes gennembrudsroman Chéri, en historie der handler om en ældre kurtisane og en yngre mand. Colette blev snart hyldet som Frankrigs største kvindelige forfatter. I 1935 giftede hun sig med Maurice Goudeket.
Colette blev officer af Æreslegionen i 1953 og fik som den første kvinde en statsbegravelse (1954). Da hun var fraskilt, gav den katolske kirke ikke tilladelse til kirkelige ceremonier. Hun blev begravet på Père-Lachaise-kirkegården.

## Udvalgte værker
- Claudine à l'école (1900)
- La Vagabonde (1910)
- L'Enfant et les sortilèges (1917; libretto til en Ravel-opera)
- Mitsou (1919)
- Chéri (1920)
- Le Blé en herbe (1923)
- Sido (1929)
- La Chatte (1933)
- Gigi (1945; senere et skuespil og derefter filmatiseret af Vincente Minnelli)